# Prelatura personală
O prelatură personală este unul dintre modurile de auto-organizare ale Bisericii Catolice, 
înființată de Sfântul Scaun pentru realizarea anumitor sarcini pastorale în beneficiul diferitelor grupuri sociale din anumite regiuni sau națiuni, sau chiar la nivel mondial. 
Prelaturile personale sunt conduse de un preot, numit prelat de către Papă, care poate fi și episcop. De asemenea există un prezbiteriu compus de preoți seculari și mai sunt totodată  credincioșii laici.

## Natură juridică
Prelaturile personale sunt structuri ierarhice și jurisdicționale, care participă la misiunea mântuitoare a Bisericii, îndeplinind o sarcină pastorală peculiară într-un mod complementar cu dieceze. Astfel, credincioșii prelaturii aparțin de dieceze și de prelatură în același timp. 
Prelatul este pastorul prelaturii, care poate să fie preot sau episcop, deoarece caracterul episcopal este congruent cu misiunea ierarhică a prelatului; de fapt primii doi prelați ai prelaturii personale Opus Dei au fost sfințiți episcopi. De asemenea, prelatura este alcătuită de un prezbiteriu și credincioși laici, care cooperează în mod organic în misiunea prelaturii cu preoții. Prezbiteriul este compus de preoți secolari și diaconi.
Jurisdicția pastorului diecezan și cea a prelaturii este cumulativă, adică asupra diferitelor domenii: potestatea episcopului diecezan asupra credincioșilor prelaturii este aceeași ca cea asupra celorlalți credincioși ai diecezei. Potestatea prelatului asupra credincioșii prelaturi se referă doar la acele materii care determină statutele prelaturii. De asemenea este necesar acordul prealabil al episcopului local pentru a-și începe activitatea pastorală o prelatură într-o anumită dieceză sau eparhie.
Codul de Drept Canonic al Bisericii Catolice Latine prevede prelaturile personale în canoanele 294-297 care constituie cadrul legislativ general. Aceste canoane trimit la Statutele prelaturii care sunt cadrul legislativ particular al prelaturii. De asemenea există mai multe normative și instrucțiuni pastorale, unele cu rang de lege, referitor la prelaturile personale.

## Istorie
Prelaturile personale au fost prevazute la Conciliul Vatican II, în Decretul Presbyterorum Ordinis, nr. 10, pentru a facilita anumite activități pastorale după un criteriu personal, de exemplu grijă pastorală a credincioșilor care aparțin de o țară anume sau de o categorie profesională etc.
Această structură ierarhică a fost introdusă în Codul de Drept Canonic în canoanele 294-297. Prelaturile au statute proprii promulgate de către Sfântul Scaun. 
În momentul de față există doar o prelatură personală: Opus Dei (în latină Praelatura Sanctae Crucis et Opus Dei), inființată de către Ioan Paul al II-lea în 1982.